# 서상천

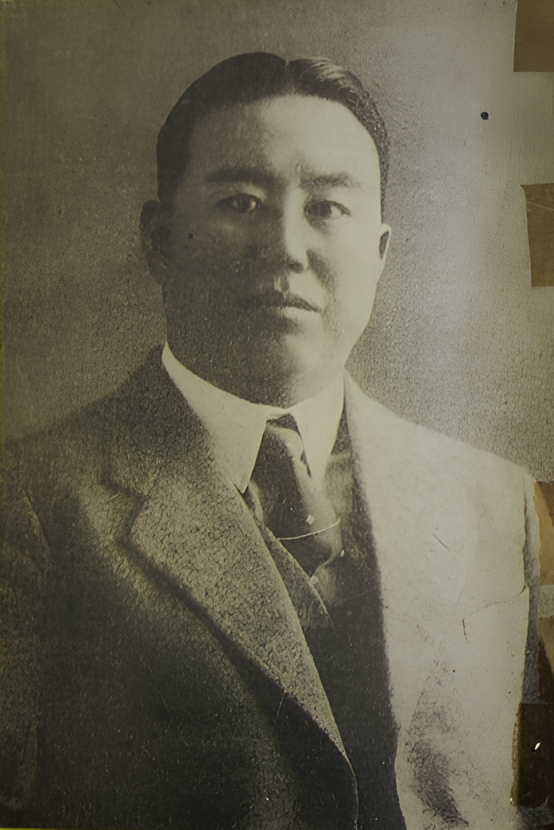
1942년 서상천

서상천(徐相天, 1903년 ~ 1950년?)은 일제강점기와 해방 직후 활동한 대한민국의 체육인이자 교육자, 정치인이다. 본관은 대구이며, 도산 안창호가 지어준 문곡(文谷)이라는 호로도 알려져 있다. 경상북도 달성군에서 태어난 그는 도쿄물리학교와 대일본체육회 체조학교를 졸업했다. 신성중학교와 휘문고등보통학교 체육교사로 재직하면서 1926년 조선체력증진법연구회를 설립했고, 이를 한국 최초의 체계적 체육연구기관인 중앙체육연구소로 발전시켰다. '역도(力道)'라는 용어를 창안했으며, 조선역도연맹 제2대 회장을 지냈다.
해방 후에는 대한체조협회장과 대한씨름협회장 등을 역임하며 체육계에서 활발히 활동했고, 한국민주당 발기인과 대한독립청년단 결성으로 정치활동도 펼쳤다. 1950년 6.25전쟁 중 납북되었으며, 이후 행방에 대해서는 여러 설이 존재한다.
서상천은 역도와 보디빌딩의 대한민국 최초 선두주자로 알려져 있다. 《현대체력증진법》, 《역도》 등 여러 체육 관련 저서를 남겼으며, 1948년 런던 올림픽 역도 동메달리스트 김성집을 육성하는 등 한국 체육계 발전에 크게 기여했다.

## 생애

### 성장과 유학
1903년 경상북도 달성군에서 갑부 서돈순의 사남 중 막내로 태어났다. 어린 시절 허약한 체질로 고생했으며, 소화병과 피부병, 특히 허리 질환으로 3년 동안 앉지도 못할 정도로 어려움을 겪었다. 그러나 꾸준한 체조와 운동을 통해 건강을 회복했으며, 이러한 경험은 이후 그의 체육 사상 형성에 큰 영향을 미쳤다. 우연히 사진을 통해 알게 된 오이겐 산도프에 깊은 인상을 받아 그의 체력증진법과 일대기를 구하여 운동을 하기도 하였다.

1919년 휘문의숙을 졸업한 후 의학전문학교 진학을 시도했으나 연령미달로 입학하지 못했다. 1922년 도쿄물리학교에 입학했다가 1923년 대일본체육회 체조학교로 전학하여 1925년 졸업했다. 체조학교 재학 중에는 94가지의 철봉 종목을 모두 소화할 정도로 뛰어난 실력을 보였으며, 도바시 준노스케(土橋順之助) 교수의 신임을 받아 1학년임에도 조수로 발탁되었다. 체조학교의 조선인 동창으로는 이병학, 이규현이 있었다.

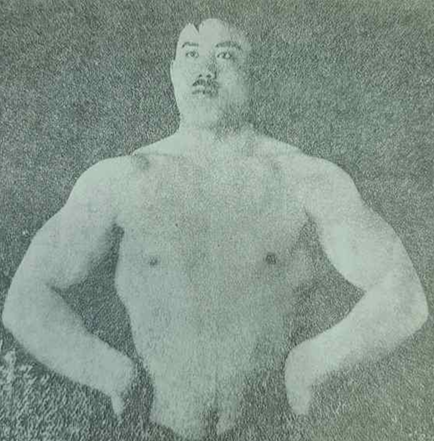
저서 《현대체력증진법》(1931년)에 수록된 서상천의 사진. 1928년 촬영.

### 교직 생활과 체육 활동
1925년 귀국 후 평안북도 선천의 신성중학교에서 1년간 체육교사로 재직했으며, 1926년부터 1936년까지 휘문고등보통학교에서 체육교사로 재직했다. 호인 문곡(文谷)은 서상천이 신성중학교에 교사로 갓 부임하던 시절 학교에 들린 안창호가 그와 이야기를 나눈 후에 지어준 것으로, 을지문덕의 문자를 따왔다. 휘문고보 재직 중 역도부를 창설하여 지도했으며, 후일 런던 올림픽 메달리스트가 된 김성집 등을 육성했다.
1926년 11월 서울 종로구 화동에 조선체력증진법연구회를 설립했으며, 1930년 이를 중앙체육연구소로 발전시켰다. 중앙체육연구소는 한국 최초의 체계적인 체육연구기관으로 평가받는다. 1936년 9월에는 조선체육회 이사회의 승인을 얻어 '역기(力技)'를 '역도(力道)'로 개칭했는데, 체육을 종교적 차원으로 승화시켜 도덕생활에까지 연결하여야 한다는 취지였다. 1940년 조선역도연맹 제2대 회장을 역임했다.

### 해방 이후 활동
해방 후 1945년 조선체육동지회 임원, 대한체조협회 회장을 역임했으며, 1946년 대한씨름협회 회장, 1947년 현대일보 사장, 1948년 체조경기연맹 회장 등을 지냈다. 한국민주당 발기인으로 참여하고 대한독립청년단을 결성하는 등 이승만 노선을 지지하며 정치활동도 펼쳤다. 1950년 제2대 국회의원 선거에 종로구에서 출마했으나 낙선했으며, 같은 해 한국 전쟁 중 9월 서울 수복 직전 납북되었다.

## 저술 활동

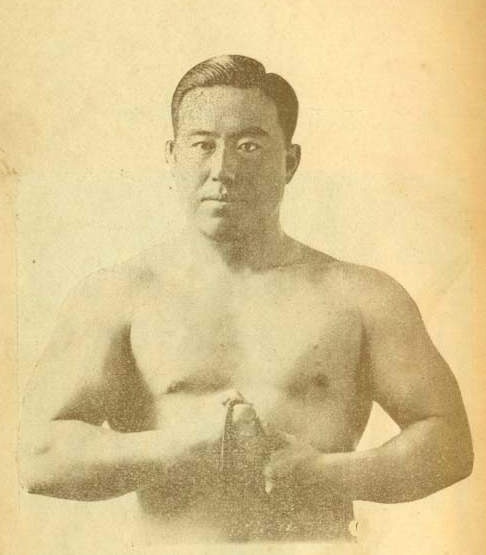
저서 《심신단련 현대철봉운동법》(1934년)에 수록된 서상천의 사진. 1932년 9월 촬영

주요 저서로 《현대체력증진법》(1931년), 《심신단련 현대철봉운동법》(1934년), 《역도》(1942년), 《아국의 국방론》(1948년), 《심신단련법》(1950년) 등이 있다. 이 중 《현대체력증진법》은 조선 최초의 체력증진을 위한 지도서이자 자습서로서 역사적 가치를 지닌다. 1930년대 저술에서는 당시로서는 파격적으로 잘 단련된 상반신을 노출한 사진들을 많이 수록하며 체력단련의 중요성을 강조했다. 특히 현대 보디빌딩의 아버지라 불리는 오이겐 산도프의 이론을 적극적으로 수용, 전달했다는 특징이 있다. 산도프는 《현대체력증진법》의 첫 장에 소개되는데, 이것은 체육계에서 그가 얼마나 중요한 인물인가를 보여줌과 동시에 그에 대한 서상천의 존경의 뜻으로 볼 수 있다. 《심신단련 현대철봉운동법》에는 서상천과 친하였던 여운형의 서문과 상반신 사진도 수록되었다. 1940년대 이후에는 저술의 성격이 변화하여 '신체'에 대한 강조보다 '정신'을 더 중시하는 경향을 보였다.

## 논란
일제 말기에는 국민총력조선연맹의 참사, 조선체육협회의 고문을 역임했다. 조선체육협회는 1919년 일본인들이 결성한 체육단체로, 1938년 조선인의 체육조직인 조선체육회를 강제로 해산시키고 병합한 단체였다. 국민총력조선연맹은 1940년 10월에 결성된 대표적인 친일단체였다. 1939년에는 조선총독부로부터 조선인 최초로 체육공로상을 수상했다.

## 업적과 평가
서상천은 대한민국에 역도를 뿌리내리게 한 선구자이자 태두로 여겨진다. 서상천이 제안한 체력증진법은 오늘날의 보디빌딩으로 볼 수 있어, 그를 한국 보디빌딩의 시조로 보기도 한다. 한국 최초의 체육연구소를 설립하여 체계적인 체육 보급에 힘썼으며, 많은 우수 선수를 배출했다. 특히 1948년 런던 올림픽에서 한국 최초의 올림픽 메달(역도 동메달)을 획득한 김성집을 육성한 것으로 유명하다. 대한역도연맹은 그의 공적을 기리기 위해 매년 '문곡 서상천배 역도대회'를 개최하고 있다. 이 대회는 1942년부터 시작되어 개인 경기인 역도를 3명이 한 조를 이루어 치르는 독특한 단체전 방식으로 진행된다.

## 저서
- 서상천, 《현대체력증진법》, 한성도서주식회사, 1931.
- 서상천, 《심신단련 현대철봉운동법》, 한성도서주식회사, 1934.
- 서상천, 《역도》, 중앙체육연구소, 1942.
- 서상천, 《아국의 국방론》, 대한독립청년단총본부, 1948.
- 서상천, 《심신단련법》, 역도중앙총본부출판부, 1950.

## 주해
1. 1 2  조선일보는 25주기 기사를 통해 1950년 8월 납북되어 옥사했다고 보도하였으나,[2] 동아일보는 생사가 확인되지 않는다고 보도하였다.[3] 대한독립청년단의 계광순, 황신덕은 서상천이 대동강교에서 투신하여 스스로 목숨을 끊었다고 증언하였다.[4]

## 참고문헌

### 단행본
- 조동표 (1998). 《이야기 한국체육사-순간의 힘을 모아》. 서울: 대한매일신보사.

### 논문 및 정기 간행물
- 백용기, "문곡 서상천 선생의 「역도」 재출판을 회고하면서", 『역도』, 1987.
- 손환; 최종균 (1999). “문곡 서상천의 한국 근대스포츠 발전에 미친 영향”. 《한국체육학회지》 (한국체육학회) 38 (4): 22-32.
- 최여미 (2008). “일제강점기 체육인 서상천에 관한 심성사적 연구”. 《한국체육대학교 석사학위논문》.
- 홍윤표 (2016). “납·월북 체육인들에 대하여”. 《근대서지》 (근대서지학회) (14): 356-358.
- 신의연; 김연수 (2024). “1930년대 서상천의 체력단련법 저술속 특징”. 《문화기술의 융합》 (국제문화기술진흥원) 10 (6): 205-211.